# Tenis na wózkach

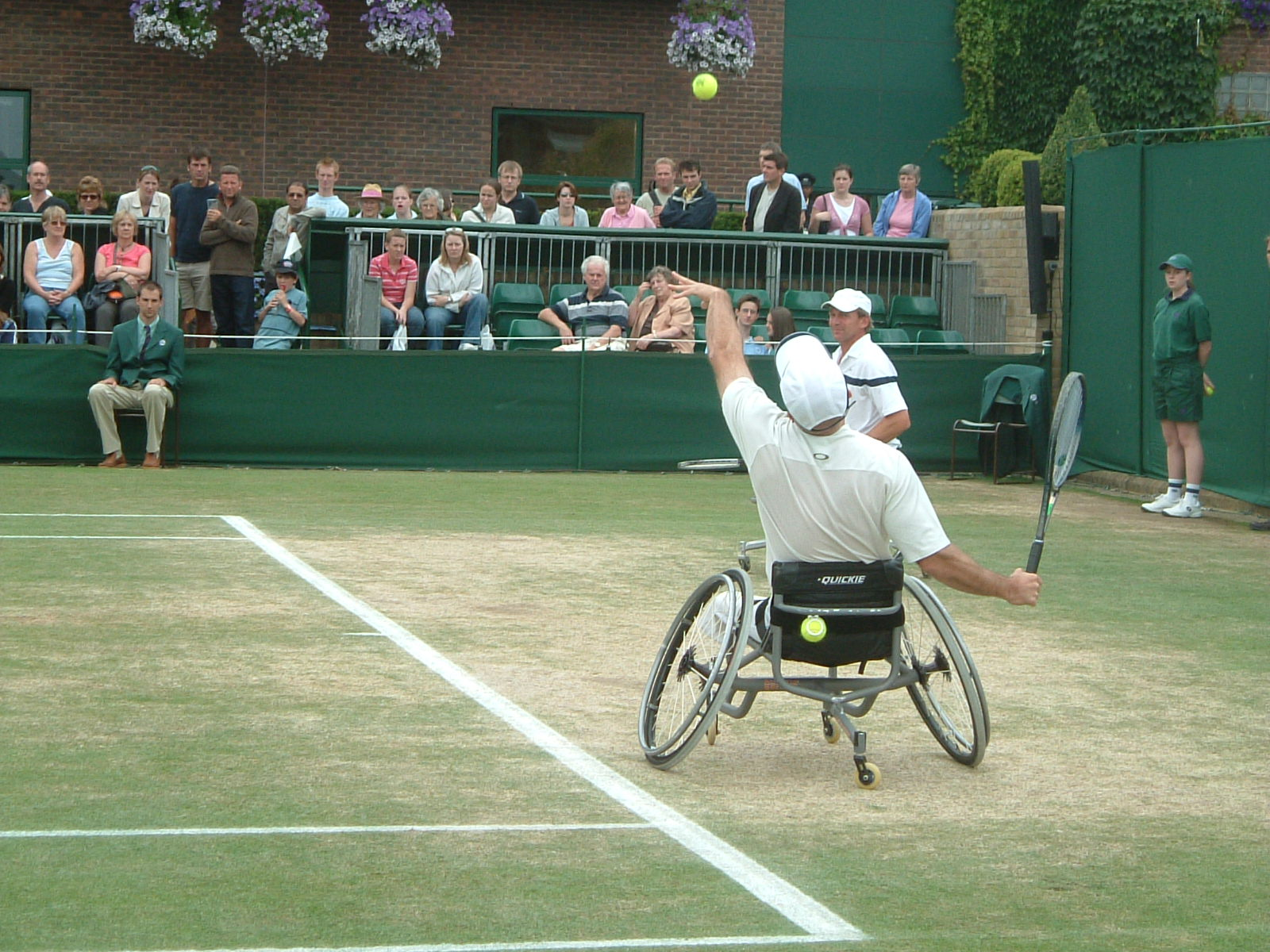
Gra podwójna mężczyzn (Wimbledon 2005)

Tenis na wózkach – dyscyplina sportu dla zawodników niepełnosprawnych grana na typowym korcie tenisowym. Ta dyscyplina sportu uprawiana jest w ponad stu krajach świata.
Zasadą odróżniającą tenis na wózkach od tenisa uprawianego przez zawodników sprawnych jest to, że piłka może się odbić więcej niż raz (maksymalnie dwa razy), a kolejne odbicie może nastąpić poza polem gry (ta reguła jest stosowana też przy serwisie).
Tenis na wózkach został zapoczątkowany w latach 70. XX wieku. W czasie igrzysk paraolimpijskich w Barcelonie w 1992 roku tenis na wózkach został oficjalnym sportem paraolimpijskim.
Zawody w tenisie na wózkach mogą się odbywać w czterech kategoriach: juniorów, kobiet, mężczyzn oraz quadów (osoby z rozpoznaną tetraplegią). Rywalizacja odbywa się w singlu lub w deblu. Organem odpowiedzialnym za wszystkie formy tenisa, a więc również za tenis na wózkach jest Międzynarodowa Federacja Tenisowa (ITF).